# 제주민군복합형관광미항
제주민군복합형관광미항(濟州民軍複合型觀光美港) 혹은 제주해군기지(濟州海軍基地)은 제주특별자치도 서귀포시 강정동에 위치한 민·군 복합항이다.

## 연혁
- 2007년 7월 30일 제주해군기지 조성 관련 추진일정 발표[1]
- 2010년 1월 착공.
- 2015년 12월 22일 제7기동전단이 제주 해군기지로 이전했다.[2]
- 2016년 2월 26일에 준공식이 열렸다.[3]

## 같이 보기
- 강정항 (서귀포시)
- 제주방어사령부